# Leucadendron spirale
Leucadendron spirale är en tvåhjärtbladig växtart som först beskrevs av Richard Anthony Salisbury och Joseph Knight, och fick sitt nu gällande namn av I. Williams. Leucadendron spirale ingår i släktet Leucadendron och familjen Proteaceae. Inga underarter finns listade i Catalogue of Life.